# Groupe de Chasse Polonaise de Varsovie, GC I/145
Le Groupe de chasse I/145 (polonais : I/145 Polski Dywizjon Myśliwski) était l’unité de chasse la plus importante au sein des forces armées aériennes polonaises en France. Il était formé de pilotes polonais ayant évité la capture par les Allemands et les Soviétiques à la fin de la campagne de Pologne de septembre 1939. L’unité a d’abord été prévue pour participer à l’opération alliée de soutien à la Finlande (Guerre d’Hiver), opération finalement annulée. Elle a alors été affectée à la défense du ciel français avec les autres forces alliées durant la Bataille de France. 

## L'aviation de chasse polonaise en France
À l’origine, une annexe au traité d’alliance franco-polonais de décembre 1939 prévoyait la création au sein de l’Armée polonaise de l'Ouest de quatre groupes de chasse :
- I Groupe de Chasse de Varsovie - lieutenant-colonel Leopold Pamuła
- II Groupe de Chasse de Cracovie - Poznań - commandant Mieczysław Mümler
- III Groupe de Chasse de Dęblin - commandant Józef Kępiński
- IV Groupe de Chasse - commandant Eugeniusz Wyrwicki

## Constitution du groupe
Le troisième fut le premier à être formé à Bron, près de Lyon. Début février 1940, il fut prévu pour participer, avec la Brigade indépendante de chasseurs de Podhale à l’opération franco-britannique de soutien à la Finlande envahie par l’Union soviétique. À cet effet, il fut doté de Morane-Saulnier MS.406, et pour l’entrainement, de Caudron C.714. Au moment du départ pour la Finlande, le groupe fut entièrement rééquipé de Caudron. La signature en mars 1940 d’un armistice entre la Finlande et l’URSS mit fin au projet d’intervention.
Cependant, l’entraînement des groupes de chasse polonais en France prenait du retard et en avril 1940, seul le 3e groupe (de Dęblin) était considéré comme opérationnel. Le 6 avril 1940 le Ministère français de l’Air annonçait la création officielle du Groupe de chasse polonais de Varsovie. Le 3e groupe fut alors renommé 1er groupe. À la fin avril, il reçut ses 20 premiers MS 406 et commença la veille aérienne sur la région lyonnaise.

## Pendant la Bataille de France
Le 10 mai 1940, jour de l’invasion allemande, l’aérodrome de Lyon-Bron fut touché deux fois par des raids ennemis. Le groupe ne subit aucune perte et fut transféré au terrain de réserve de Mions. Les Français n’ayant plus de MS 406 en réserve, le Ministère de l’air décida de rééquiper les Polonais avec des Caudrons, pourtant peu aptes au combat aérien, stationnés à Villacoublay. Les pilotes reçurent 35 avions le 18 mai et connurent leur première perte : Witold Dobrzyński se tua dans un accident en vol. Après seulement 23 sorties, les pilotes polonais exprimèrent une opinion négative sur la sous-motorisation de l’appareil et son manque de capacité face aux chasseurs modernes allemands.
Le 25 mai, une semaine après sa mise en service, le ministre français de la Guerre Guy La Chambre ordonna le retrait de tous les Caudron C.714 du service opérationnel. Mais en l’absence d’un autre équipement, les Polonais ignorèrent l’ordre et continuèrent à voler sur leurs Caudrons. En dépit du surclassement par le Messerschmitt Bf 109, les pilotes du groupe enregistrèrent 12 victoires confirmées et 3 non confirmées en trois engagements entre le 8 et le 11 juin, au prix de 9 avions abattus en combat aérien et 9 autres détruits au sol. À noter que parmi les victoires figuraient 4 Dornier Do 17, 3 Messerschmitt Bf 109 et 5 Messerschmitt Bf 110.
Le 2 juin, l’unité fut déplacée sur le terrain de Vernouillet à 80 kilomètres à l’ouest de Paris. Le jour suivant une patrouille de trois appareils (commandant de Marmier, lieutenants Czerwiński et Żukowski) attaqua un groupe de 3 bombardiers Heinkel He 111 participant à l’opération allemande Paula, en abattant deux. Vers ce temps-là, quelques pilotes furent détachés du groupe et versés dans une nouvelle unité destinée à défendre le siège du Gouvernement polonais en exil à Angers. L’unité fut rééquipée avec des chasseurs Bloch MB.152.
Le 5 juin la première escadrille du groupe fut rattachée au GC I/1 du commandant Robilon à Bretigny en Côte-d’Or, mais revint à Dreux le lendemain. Le 8 juin, 5 Caudrons menés par le commandant Józef Kępiński attaquèrent un groupe d’environ 20 Messerschmitt Bf 109. En dépit de la supériorité numérique et matérielle des Allemands, les Polonais enregistrent une victoire probable. Le lendemain le groupe entier fut transféré à Bernay près de Rouen. Il rejoignit deux autres groupes de chasse français, les GC II/10 et GC III/10. Vers 14 heures, le groupe mené par le commandant Kępiński partit en patrouille. Vers 15 heures, près de Vernon, le groupe rencontra un groupe d’environ 25 bombardiers Dornier Do 17 escorté d’environ 20 Messerschmitt Bf 109. Les Allemands perdirent trois chasseurs (abattus par le lieutenant Główczyński, caporal Parafiński et un abattu conjointement par le lieutenant Godlewski et le caporal Zaniewski). De plus, le capitaine Wcezlik abattit un des bombardiers. Cependant le GC I/145 supporta aussi des pertes : trois pilotes tués (lieutenants Jan Obuchowski et Lech Lachowicki-Czechowicz et le caporal Edward Uchto), tandis que quatre appareils furent contraints de se poser loin de leur terrain. En tout, l’unité perdit quatre pilotes et sept appareils.
Le 10 juin, le groupe revint à Dreux. En route, un groupe de 12 appareils menés par le commandant de Marmier attaqua un groupe de 15 bombardiers Dornier Do 17 et 10 chasseurs Me 109. Le lieutenant Jerzy Czerniak abattit deux Dorniers, les lieutenants Aleksander Żukowski et Tadeusz Czerwiński marquèrent chacun une victoire. Cependant le chef du groupe de chasse, le commandant Józef Kępiński fut grièvement blessé. Trois appareils furent endommagés et un détruit. Le jour suivant, les pilotes furent menés à l'ouest d’Étampes à Sermaise et encore deux jours plus tard à Châteauroux, où quelques Bloch MB.152 vinrent compenser les avions perdus. Le commandement du GC I/145 fut alors transmis au capitaine Piotr Łaguna.
La situation de l’armée française devenant de plus en plus désespérée, il fut décidé le 17 juin de scinder le GC I/145 et de le rattacher à des groupes français en grand besoin de renforts. Huit pilotes commandés par le capitaine Wczelik rejoignirent le GC I/1, tandis que huit autres menés pas le lieutenant Wilczewski rejoignirent le GC I/8 (les deux groupes français étant équipés de Dewoitine D.520). Le lendemain, un groupe de trois appareils abattit un Heinkel He 111 isolé. Ce fut la dernière victoire de l’unité dans la Bataille de France. Le jour suivant, les pilotes furent évacués en voiture au port de La Rochelle, d’où ils furent convoyés en Angleterre dans le cadre de l'Opération Ariel. Treize pilotes du GC I/145 furent incorporés dans le 302 squadron nouvellement créé au sein de la RAF.

## Les effectifs
- commandant - mjr pil. Józef Kępiński
- adjoint au commandant - kpt. pil. Piotr Łaguna
- conseiller de l'Armée de l'air - commandant Lionel de Marmier
- officier technique - kpt. inż. Adam Jaworski

| 1re escadrille kpt. pil. Antoni Wczelik por. pil. Jan Obuchowski por. pil. Tadeusz Czerwiński por. pil. Julian Kowalski ppor. pil. Marian Łukaszewicz ppor. pil. Bronisław Skibiński ppor. pil. Aleksander Żukowski ppor. pil. Jerzy Czerniak ppor. pil. Jerzy Godlewski ppor. pil. Eugeniusz Fiedorczuk plut. pil. Lucjan Szempliński plut. pil. Antoni Markiewicz plut. pil. Marian Wędzik kpr. pil. Mieczysław Parafiński kpr. pil. Piotr Zaniewski kpr. pil. Edward Uchto | 2e escadrille kpt. pil. Juliusz Frey por. pil. Wacław Wilczewski por. pil. Zdzisław Zadroziński por. pil. Robert Janota ppor. pil. Witold Dobrzyński ppor. pil. Witold Łanowski ppor. pil. Czesław Główczyński ppor. pil. Leon Jaugsch ppor. pil. Lech Lachowicki-Czechowicz ppor. pil. Bolesław Gładych ppor. pil. Marian Szalewicz plut. pil. Edward Paterek plut. pil. Jan Palak plut. pil. Antoni Siudak kpr. pil. Andrzej Niewiara kpr. pil. Ernest Watolski kpr. pil. Jerzy Zieliński |